# Skjoldehamn
Skjoldehamn est une localité du comté de Nordland, en Norvège.

## Géographie
Administrativement, Skjoldehamn fait partie de la kommune d'Andøy.